# Caribert de Laon
Caribert de Laon o Heribert de Laon (nascut abans del 696 - mort l'abril del 747) fou un comte franc del que se saben poques coses tot i el seu parentiu proper amb els carolingis (fou l'avi matern de Carlemany, ja que fou el pare de Bertrada de Laon, esposa de Pipí el Breu i mare de Carlemany.

## Biografia
El 721, signa amb la seva mare Bertrada l'Antiga l'acta de fundació de l'abadia de Prüm, i després, el mateix any i sempre amb la seva mare, una donació feta a l'abadia d'Echternach.
Segons un acte de la seva filla i el seu gendre, va morir abans del 762.

## Genealogia
El seu pare és desconegut. Aquest pare desconegut de Caribert fou o bé un robertí comte de Laon) o bé un Hugobèrtida.
S'ha pensat que podia ser la mateix persona que el comte (o duc) Martí (Martí de Laon), germà o cosí de Pipí d'Héristal del qual parla el continuador de Fredegari, però aquest Martí de Laon deu la seva existència a una mala interpretació d'un text i, si va existir no fou el pare de Caribert, segons Christian Settipani.
El nom de la seva esposa tampoc no és mencionada en documents contemporanis o ulteriors. Segons estudis recents aquesta esposa es podria dir Gisela.
El 744, la seva filla Bertrada de Laon dita Berta del Peu Gran, es va casar amb Pipí I el Breu, majordom del palau i futur rei dels francs.